# Resolução 244 do Conselho de Segurança das Nações Unidas
A Resolução 244 do Conselho de Segurança das Nações Unidas aprovada por unanimidade em 22 de dezembro de 1967, Depois de reafirmar as resoluções anteriores sobre o tema, o Conselho prorrogou a permanência no Chipre da Força das Nações Unidas para Manutenção da Paz no Chipre por mais 3 meses, terminando agora em 26 de março de 1968. O Conselho apelou igualmente às partes diretamente interessadas para que continuem a agir com a máxima moderação e a cooperarem plenamente com a força de manutenção da paz.
Esta é a primeira das resoluções sobre o posicionamento da força desde 1965, que não expressou a esperança de que ela seria removida no final do estacionamento estendido.